# Microcephalops subdolosus
Microcephalops subdolosus är en tvåvingeart som beskrevs av Kapoor, Grewal och Sharma 1987. Microcephalops subdolosus ingår i släktet Microcephalops och familjen ögonflugor. Inga underarter finns listade i Catalogue of Life.